# كأس ديفيز 1967
كأس ديفيز 1967 هو الموسم 56 من  كأس ديفيز. فاز فيه منتخب أستراليا لكأس ديفيز.